# Allopauropus helophorus
Allopauropus helophorus är en mångfotingart som beskrevs av Paul Auguste Remy 1936. Allopauropus helophorus ingår i släktet småfåfotingar, och familjen fåfotingar. Inga underarter finns listade i Catalogue of Life.